# Transteísmo
Transteísmo se refiere a un sistema de pensamiento o filosofía religiosa que no es ni teísta ni ateísta. La palabra fue acuñada por el teólogo Paul Tillich o el Indólogo Heinrich Zimmer.
Paul Tillich utiliza "transteísta" en "El coraje de ser" (1952), como un aspecto del estoicismo. Tillich afirmó que el estoicismo y el neoestoicismo
son la forma en que algunas de las figuras más nobles de la antigüedad tardía y sus seguidores en los tiempos modernos han respondido al problema de la existencia y conquistado las ansiedades del destino y la muerte. El estoicismo en este sentido es una actitud religiosa básica, ya sea que aparezca en formas teístas, ateas o transteístas.
Al igual que Zimmer, Tillich está tratando de expresar una noción religiosa que no es ni teísta ni atea. Sin embargo, el teísmo que se está trascendiendo en el estoicismo según Tillich no es el politeísmo como en el jainismo, sino el monoteísmo, persiguiendo un ideal de coraje humano que se ha emancipado de Dios.

El coraje de tomar en sí mismo la falta de sentido presupone una relación con el fundamento del ser que hemos llamado 'fe absoluta'. Carece de un contenido especial, pero no carece de contenido. El contenido de la fe absoluta es el 'dios por encima de Dios'. La fe absoluta y su consecuencia, la valentía que toma en sí misma la duda radical, la duda sobre Dios, trasciende la idea teísta de Dios.

Martin Buber criticó la "posición transteísta" de Tillich como una reducción de Dios al "ser necesario" impersonal de Tomás de Aquino.

## El budismo como transteísta
Siguiendo el término acuñado por Tillich y Zimmer, el budismo, es decir, el budismo Theravada, puede considerarse una religión politransteísta. Esto puede ser evidente por la trascendencia del estado de Nibbana (Nirvana) que supera todos los reinos de la existencia, incluidos los planos de devas y brahmas que son considerados dioses en la cosmogonía budista. El Buda histórico dejó claro que el camino hacia la iluminación no depende de un dios o dioses. Aunque se reconoce una multitud de dioses en las escrituras budistas más antiguas, también se hace referencia a Mahabrahma, quien se consideraba a sí mismo como el dios todopoderoso y todocreador, solo para ser criticado por el Buda por haberlo cometido erróneamente. Percibía su plano de existencia como el más elevado.
Sin embargo, estas deidades siguen siendo un aspecto inseparable de la cosmovisión budista. El Buda recomendó la meditación sobre las virtudes de los devas como uno de los varios medios para cultivar buenas cualidades mentales, como se menciona en el Mahanama Sutta. En el Paṭhamamahānāma Sutta (AN 11.11) y el Samgyutta Agama (T. ii 237c9), el Buda recomienda que un discípulo recuerde cada categoría de deidad y sus cualidades de fe (saddha) , ética (sīla), aprendizaje (suta), renuncia (cāga), y sabiduría (pañña). Esta enumeración quíntuple de virtudes se conoce en el budismo chino como las "cinco virtudes de un cabeza de familia" (在家五法 o listado 信戒施聞慧). Es notable que el texto chino también enumera seis virtudes (六法), trazando una distinción entre dar (dāna; 施) y renuncia (tyāga; 捨).
Las Moradas puras son también un aspecto importante de la soteriología budista porque las deidades nacidas allí son anāgāmins. Al igual que con la función de la tierra pura s en el budismo mahayana, esto presenta explícitamente a ciertas deidades con la capacidad de acceder al nirvana, lo que confirma que su estado es una indicación de avance en el camino. de liberación